# Championnats des quatre continents de patinage artistique 2002
Navigation
Édition précédente Édition suivante
Les championnats des quatre continents 2002 ont lieu du 21 au 27 janvier 2002 à la Hwasan Ice Arena de Jeonju en Corée du Sud.

## Qualifications
Les patineurs sont éligibles à l'épreuve s'ils représentent une nation non européenne membre de l'Union internationale de patinage (International Skating Union en anglais) et s'ils ont atteint l'âge de 15 ans avant le 1er juillet 2001 dans leur pays de naissance. La compétition correspondante pour les patineurs européens est le championnat d'Europe 2002. Les fédérations nationales sélectionnent leurs patineurs en fonction de leurs propres critères.
Chaque nation membre qualifiée peut avoir jusqu'à trois inscriptions par discipline, sans tenir compte des résultats de la saison précédente.
En danse sur glace, la première danse imposée est la valse de Ravensburger et la seconde est le blues.

## Podiums
| Épreuves                            | Or                             | Argent                               | Bronze                  |
| ----------------------------------- | ------------------------------ | ------------------------------------ | ----------------------- |
| Messieurs résultats détaillés       | Jeffrey Buttle                 | Takeshi Honda                        | Gao Song                |
| Dames résultats détaillés           | Jennifer Kirk                  | Shizuka Arakawa                      | Yoshie Onda             |
| Couples résultats détaillés         | Pang Qing / Tong Jian          | Anabelle Langlois / Patrice Archetto | Zhang Dan / Zhang Hao   |
| Danse sur glace résultats détaillés | Naomi Lang / Peter Tchernyshev | Tanith Belbin / Benjamin Agosto      | Megan Wing / Aaron Lowe |

## Tableau des médailles
| Rang  | Nation     | Or | Argent | Bronze | Total |
| ----- | ---------- | -- | ------ | ------ | ----- |
| 1     | États-Unis | 2  | 1      | 0      | 3     |
| 2     | Canada     | 1  | 1      | 1      | 3     |
| 3     | Chine      | 1  | 0      | 2      | 3     |
| 4     | Japon      | 0  | 2      | 1      | 3     |
| Total | Total      | 4  | 4      | 4      | 12    |

## Détails des compétitions
Pour la saison 2001/2002, les calculs des points se font selon la méthode suivante :
- chez les Messieurs, les Dames et les Couples artistiques (0.5 point par place pour le programme court, 1 point par place pour le programme libre)
- en danse sur glace (0.4 point par place pour les deux danses imposées, 0.6 point par place pour la danse originale, 1 point par place pour la danse libre)

### Messieurs
| Rang    | Nom                | Nation           | Points | Prog. court | Prog. libre |
| ------- | ------------------ | ---------------- | ------ | ----------- | ----------- |
| 1       | Jeffrey Buttle     | Canada           | 3.0    | 2           | 2           |
| 2       | Takeshi Honda      | Japon            | 3.5    | 5           | 1           |
| 3       | Gao Song           | Chine            | 5.0    | 4           | 3           |
| 4       | Johnny Weir        | États-Unis       | 5.5    | 3           | 4           |
| 5       | Matthew Savoie     | États-Unis       | 5.5    | 1           | 5           |
| 6       | Ma Xiaodong        | Chine            | 10.0   | 8           | 6           |
| 7       | Roman Skorniakov   | Ouzbékistan      | 11.0   | 6           | 8           |
| 8       | Makoto Okazaki     | Japon            | 12.0   | 10          | 7           |
| 9       | Yamato Tamura      | Japon            | 12.5   | 7           | 9           |
| 10      | Derrick Delmore    | États-Unis       | 14.5   | 9           | 10          |
| 11      | Jayson Dénommée    | Canada           | 16.5   | 11          | 11          |
| 12      | Guo Zhengxin       | Chine            | 19.0   | 14          | 12          |
| 13      | Vladimir Belomoin  | Ouzbékistan      | 19.0   | 12          | 13          |
| 14      | Bradley Santer     | Australie        | 20.5   | 13          | 14          |
| 15      | Dino Quattrocecere | Afrique du Sud   | 23.5   | 17          | 15          |
| 16      | Daniel Harries     | Australie        | 24.0   | 16          | 16          |
| 17      | Stuart Beckingham  | Australie        | 26.0   | 18          | 17          |
| 18      | Mauricio Medellin  | Mexique          | 26.5   | 15          | 19          |
| 19      | Gareth Echardt     | Afrique du Sud   | 27.5   | 19          | 18          |
| 20      | Manuel Segura      | Mexique          | 30.0   | 20          | 20          |
| 21      | Tristan Thode      | Nouvelle-Zélande | 31.5   | 21          | 21          |
| 22      | Michael Gilpin     | Mexique          | 33.0   | 22          | 22          |
| Forfait | Emanuel Sandhu     | Canada           |        | NC          | NC          |

### Dames
| Rang                                          | Nom                     | Nation           | Points | Prog. court | Prog. libre |
| --------------------------------------------- | ----------------------- | ---------------- | ------ | ----------- | ----------- |
| 1                                             | Jennifer Kirk           | États-Unis       | 2.5    | 3           | 1           |
| 2                                             | Shizuka Arakawa         | Japon            | 3.0    | 2           | 2           |
| 3                                             | Yoshie Onda             | Japon            | 3.5    | 1           | 3           |
| 4                                             | Jennifer Robinson       | Canada           | 6.5    | 5           | 4           |
| 5                                             | Ann Patrice McDonough   | États-Unis       | 7.0    | 4           | 5           |
| 6                                             | Annie Bellemare         | Canada           | 9.0    | 6           | 6           |
| 7                                             | Fang Dan                | Chine            | 11.0   | 8           | 7           |
| 8                                             | Akiko Suzuki            | Japon            | 14.0   | 12          | 8           |
| 9                                             | Joannie Rochette        | Canada           | 14.0   | 10          | 9           |
| 10                                            | Tatiana Malinina        | Ouzbékistan      | 14.5   | 7           | 11          |
| 11                                            | Andrea Gardiner         | États-Unis       | 15.5   | 11          | 10          |
| 12                                            | Miriam Manzano          | Australie        | 18.5   | 13          | 12          |
| 13                                            | Joanne Carter           | Australie        | 18.5   | 9           | 14          |
| 14                                            | Anastasia Gimazetdinova | Ouzbékistan      | 20.0   | 14          | 13          |
| 15                                            | Shirene Human           | Afrique du Sud   | 24.0   | 18          | 15          |
| 16                                            | Jenna-Ann Buys          | Afrique du Sud   | 24.5   | 15          | 17          |
| 17                                            | Park Bit-na             | Corée du Sud     | 25.5   | 19          | 16          |
| 18                                            | Wang Qingyun            | Chine            | 26.0   | 16          | 18          |
| 19                                            | Gladys Orozco           | Mexique          | 29.0   | 20          | 19          |
| 20                                            | Shin Yea-ji             | Corée du Sud     | 30.5   | 21          | 20          |
| 21                                            | Christine Lee           | Hong Kong        | 31.5   | 17          | 23          |
| 22                                            | Rocio Salas             | Mexique          | 32.5   | 23          | 21          |
| 23                                            | Diane Chen              | Taipei chinois   | 33.0   | 22          | 22          |
| 24                                            | Sarah-Yvonne Prytula    | Australie        | 36.0   | 24          | 24          |
| Patineuses éliminées après le programme court |                         |                  |        |             |             |
| 25                                            | Quinn Wilmans           | Afrique du Sud   |        | 25          | NC          |
| 26                                            | Helena Garcia           | Mexique          |        | 26          | NC          |
| 27                                            | Imelda-Rose Hegerty     | Nouvelle-Zélande |        | 27          | NC          |
| 28                                            | Anny Hou                | Taipei chinois   |        | 28          | NC          |
| Forfait                                       | Choi Young-eun          | Corée du Sud     |        | NC          | NC          |

### Couples
| Rang | Nom                                  | Nation     | Points | Prog. court | Prog. libre |
| ---- | ------------------------------------ | ---------- | ------ | ----------- | ----------- |
| 1    | Pang Qing / Tong Jian                | Chine      | 1.5    | 1           | 1           |
| 2    | Anabelle Langlois / Patrice Archetto | Canada     | 3.0    | 2           | 2           |
| 3    | Zhang Dan / Zhang Hao                | Chine      | 5.0    | 4           | 3           |
| 4    | Valérie Marcoux / Bruno Marcotte     | Canada     | 6.5    | 5           | 4           |
| 5    | Stephanie Kalesavich / Aaron Parchem | États-Unis | 6.5    | 3           | 5           |
| 6    | Jacinthe Larivière / Lenny Faustino  | Canada     | 9.5    | 7           | 6           |
| 7    | Rena Inoue / John Baldwin            | États-Unis | 10.0   | 6           | 7           |
| 8    | Ding Yang / Ren Zongfei              | Chine      | 12.0   | 8           | 8           |
| 9    | Yuko Kavaguti / Alexander Markuntsov | Japon      | 14.0   | 10          | 9           |
| 10   | Kathryn Orscher / Garrett Lucash     | États-Unis | 14.5   | 9           | 10          |

### Danse sur glace
| Rang | Nom                                | Nation       | Points | Danse imposée 1 | Danse imposée 2 | Danse originale | Danse libre |
| ---- | ---------------------------------- | ------------ | ------ | --------------- | --------------- | --------------- | ----------- |
| 1    | Naomi Lang / Peter Tchernyshev     | États-Unis   | 2.0    | 1               | 1               | 1               | 1           |
| 2    | Tanith Belbin / Benjamin Agosto    | États-Unis   | 4.0    | 2               | 2               | 2               | 2           |
| 3    | Megan Wing / Aaron Lowe            | Canada       | 6.0    | 3               | 3               | 3               | 3           |
| 4    | Beata Handra / Charles Sinek       | États-Unis   | 8.0    | 4               | 4               | 4               | 4           |
| 5    | Josée Piché / Pascal Denis         | Canada       | 10.0   | 5               | 5               | 5               | 5           |
| 6    | Zhang Weina / Cao Xianming         | Chine        | 12.0   | 6               | 6               | 6               | 6           |
| 7    | Yang Tae-hwa / Lee Chuen-gun       | Corée du Sud | 14.0   | 7               | 7               | 7               | 7           |
| 8    | Rie Arikawa / Kenji Miyamoto       | Japon        | 16.2   | 8               | 9               | 8               | 8           |
| 9    | Nozomi Watanabe / Akiyuki Kido     | Japon        | 17.8   | 9               | 8               | 9               | 9           |
| 10   | Qi Jia / Sun Xu                    | Chine        | 20.4   | 11              | 11              | 10              | 10          |
| 11   | Fan Ru / Suo Bin                   | Chine        | 21.6   | 10              | 10              | 11              | 11          |
| 12   | Julia Klochko / Ramil Sarkulov     | Ouzbékistan  | 24.2   | 13              | 12              | 12              | 12          |
| 13   | Natalie Buck / Trent Nelson-Bond   | Australie    | 25.8   | 12              | 13              | 13              | 13          |
| 14   | Aimee Hartog / Daniel Price        | Australie    | 28.2   | 14              | 15              | 14              | 14          |
| 15   | Kirstie Kettleton / Trevor Sieders | Australie    | 29.8   | 15              | 14              | 15              | 15          |